# 歐米茄 (印第安纳州)
歐米茄（英語：Omega）是位於美國印地安納州漢密爾頓縣的一個非建制地區。該地的面積和人口皆未知。